# 新民主戦線
新民主戦線（しんみんしゅせんせん、英語: New Democratic Front）は、かつて存在したボツワナの政党。
2003年、ボツワナ国民戦線から離党したディック・ベイフォードによって結成されたが、その後の選挙で惨敗し、翌年にボツワナ会議党に合流した。 